# Macropsis scopulus
Macropsis scopulus är en insektsart som beskrevs av Evans 1935. Macropsis scopulus ingår i släktet Macropsis och familjen dvärgstritar. Inga underarter finns listade i Catalogue of Life.